# 中华人民共和国第八机械工业部 (1979–1981)
中华人民共和国第八机械工业部 是中华人民共和国国务院的一个组成部门，主管战术导弹工业。

## 历史
1979年7月24日，国务院、中央军委决定撤销第八机械工业总局，成立第八机械工业部。1979年9月13日第五届全国人民代表大会常务委员会第十一次会议通过《关于设立第八机械工业部、司法部、地质部和任免名单的决定》：“一、为适应国防工业生产的需要，设立第八机械工业部，任命焦若愚为第八机械工业部部长。”
1981年9月10日，第五届全国人民代表大会常务委员会第二十次会议决定将第八机械工业部并入第七机械工业部。

## 历任领导
- 部长：焦若愚 （长期担任工业大市沈阳市第一书记）
- 常务副部长：刘秉彦（北大数学系肆业，开国少将，第八机械工业总局局长）
- 副部长马真(国家计委军工局局长调任）
- 副部长冀绍凯（四川省重庆市委书记（当时设第一书记）兼四川省第五机械工业局局长、党委书记）

## 机构设置
办公厅、计划财务司、基本建设司、生产调度司、技术司、教育司、干部司